# Vieux-Boucau-les-Bains
Vieux-Boucau-les-Bains – miejscowość i gmina we Francji, w regionie Nowa Akwitania, w departamencie Landy.
Według danych na rok 1990 gminę zamieszkiwało 1210 osób, a gęstość zaludnienia wynosiła 285 osób/km² (wśród 2290 gmin Akwitanii Vieux-Boucau-les-Bains plasuje się na 357 miejscu pod względem liczby ludności, natomiast pod względem powierzchni na miejscu 1470 ).